# Tram van Krefeld
De tram van Krefeld is de ruggengraat van het openbaar vervoer van de Duitse stad Krefeld. Het metersporige net met een lengte van 36,7 kilometer wordt door Stadtwerke Krefeld (SWK) geëxploiteerd. Vervoer ging in 1883 met paardentrams van start; de eerste elektrische trams reden in 1900. Vanaf 2009 werd een groot deel van het materieelpark met lagevloertrams vernieuwd, wat tot dan toe uit trams met een hoge vloer bestond.

## Netwerk
Het totale netwerk bestaat uit (in 2023) 4 tramlijnen, te weten 041-044.Daarnaast komen de normaalsporige lijnen U76 en spitslijn U70 uit Düsseldorf tot het centrum van Krefeld (Rheinstraße/Ostwall) waarbij op het gemeenschappelijke traject sprake is van vierrailig spoor. 
Het is het restant van een oorspronkelijk veel groter netwerk, zo bestonden in 1930 er een 15-tal tramlijnen ook naar omliggende plaatsen als Moers en München-Gladbach die gezamenlijk met het bedrijf uit die steden werden gereden. In 1952 waren er nog een 10-tal lijnen (1, 2, 5, 6, 8, 9, 10, 11, 12 en 14). Van 1949 tot 1964 was er één trolleybus, lijn 19. Toen in 1962 na een advies van Friedrich Lehner besloten werd de tram te handhaven en te moderniseren werd het net in 1964 beperkt tot de belangrijkste routes met een viertal stadslijnen en een speciale lijn en verdween de trolleybus. 
Het bedrijf trad toe tot het Verkehrsverbund Rhein-Ruhr en voorzien werd dat lijn K (nu U76) vanuit Düsseldorf zou worden verlengd als noord-zuidroute naar Hüls en verdwijnen in een tunnel in het centrum van de stad (tussen de Kölner Straße en de Moritzplatz). Een tweede, maar metersporig tunnelgedeelte (oost – west) zou als sneltram onder de St. Anton-Straße en de Uerdinger Straße worden aangelegd. Maar in tegenstelling tot de oorspronkelijke plannen zijn er in het centrum nooit tunnels gebouwd omdat de stad daar financieel niet aan kon of wilde bijdragen. Toen de tunnels er niet kwammen wilde de stad de lange trams van de Rheinbahn uit het centrum weren maar dit bedrijf wees op de voorwaarde in de concessie waarin het bedrijf tot in het centrum van de stad mocht doordringen.      
Nadien zijn er maar enkele wijzigingen geweest zoals de verlegging van lijn 041 in St.Tonis waardoor een betere overstap op buslijnen ontstond en in 1980 en 1982 toen lijn 042 in 2 fases werd doorgetrokken naar Elfrath. In 1994 werd het eindpunt van lijn 041 in Grundend verlegd naar de halte van lijn U76 waardoor een directe overstap mogelijk werd. In 2013 werd de tak naar Tackheide van lijn 043 in verband met het geringe vervoer opgeheven. Bijzonder is het eindpunt van lijn 044 in Hüls in een oude remise waar wordt gedriehoekt.

## Materieel

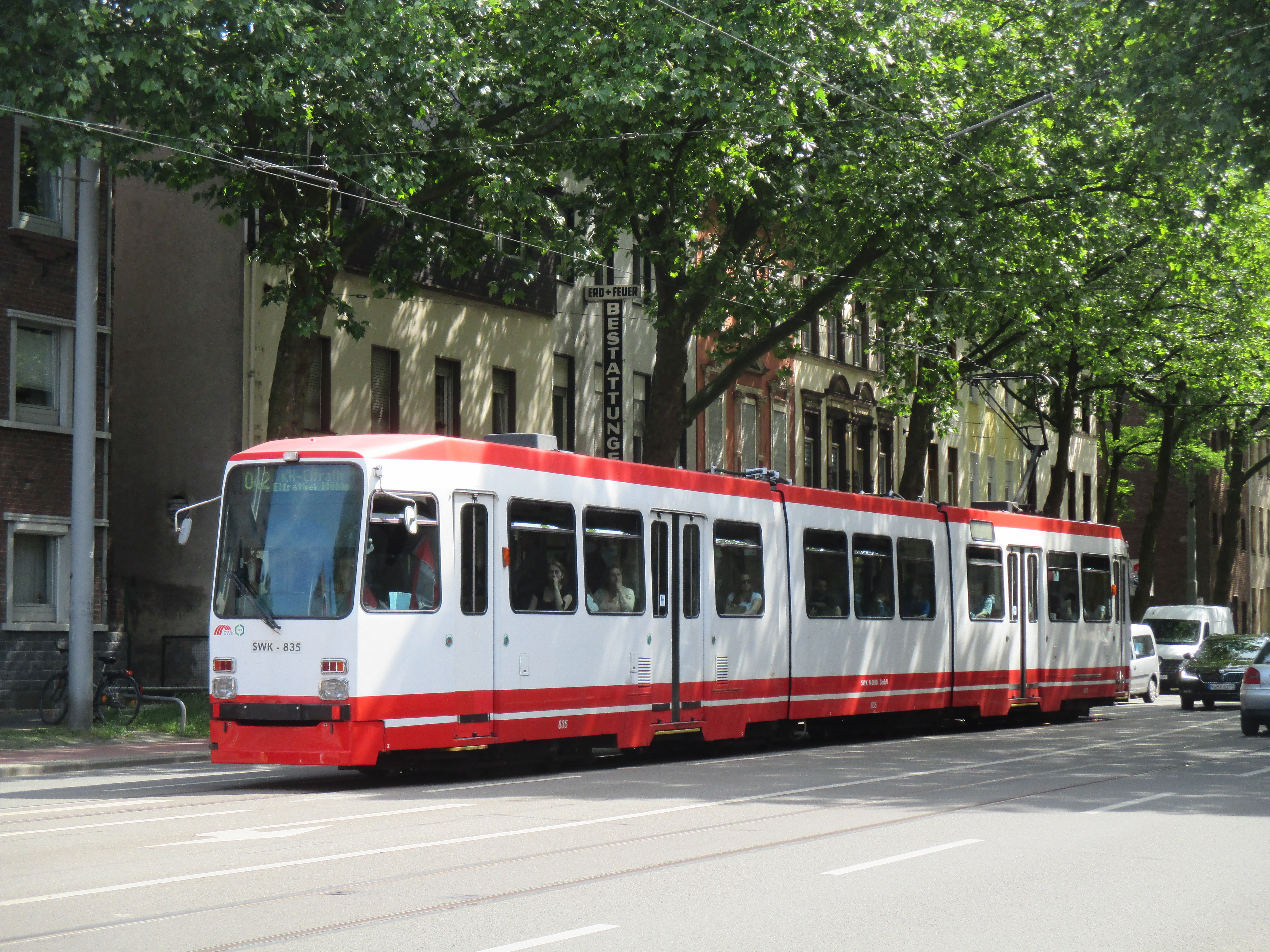
Een tram van het type M8C

In Krefeld is het gebruikelijk om voor elk nieuw tramtype de naam van de fabrikant te gebruiken. Het overzicht is van 2023.

### In gebruik
- M8C (831-850)

In 1980 en 1981 werden van Düwag 20 tweerichting gelede trams van dit type geleverd. Aangezien de meeste van deze achtassers zijn gesloopt, zijn er nog 6 van beschikbaar (838, 842, 844, 845, 847, 850) waarvan 4 gemoderniseerd. Omdat er voor de exploitatie feitelijk te weinig lagevloertrams zijn aangekocht zullen deze oudere trams blijven rijden.    
- Cityrunner (601-629, 660-671)

Tussen 2009 en 2014 werden van Bombardier 31 lagevloertrams van het type Cityrunner geleverd. Deze lagevloertrams hebben zes wielparen.

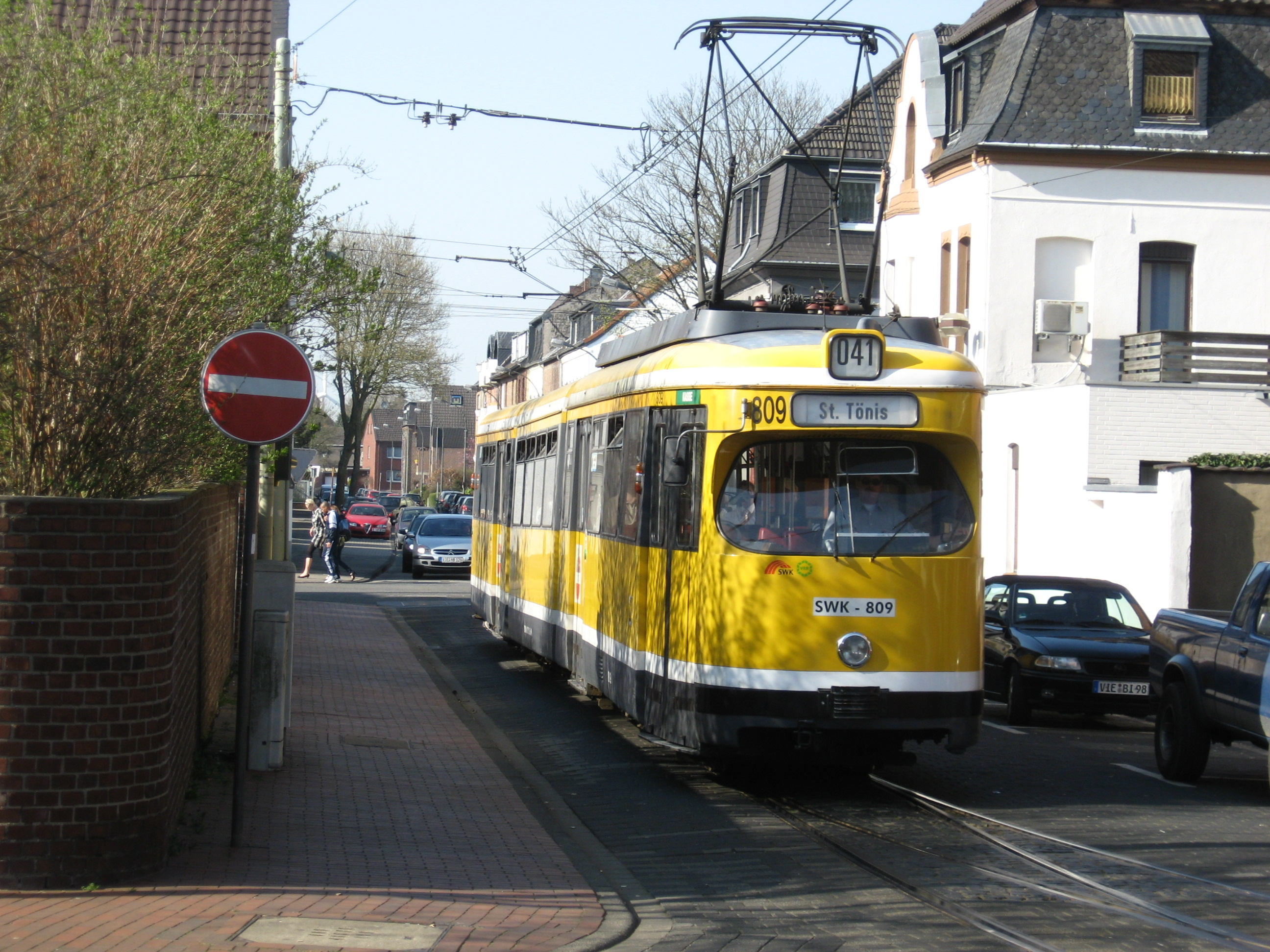
Dubbelgelede wagen 809 op lijn 041 in 2009

### Historisch
Düwag Großraumwagen
- Tussen 1953 en 1957 werden 16 motorwagens aangeschaft, 401-416 en 9 bijwagens, 112-120. Na afvoer van de motorwagens in 1977-1979 bleven de bijwagens nog tot 1995 in dienst als versterking als onbemande bijwagen achter een enkel of dubbelgelede wagen.

GT6/GT8
- Tussen 1964 en 1976 werden van Düwag 30 gelede trams van dit type geleverd. Hiervan zijn er 24 als zesasser geleverd als 601-624 en zes stuks als achtasser als 825-830. 16 zesassers 609-624 werden tussen 1977 en 1979 tot achtasser verlengd waarbij het wagennummer met 200 werd verhoogd in 809-824. De enkelgelede wagens werden in 1988-1989 buiten dienst gesteld en  de dubbelgelede wagens vanaf 2009. Alle wagens zijn verkocht of gesloopt.